# El Rodeo, Santiago Atitlán
El Rodeo är en ort i Mexiko.   Den ligger i kommunen Santiago Atitlán och delstaten Oaxaca, i den sydöstra delen av landet, 400 km sydost om huvudstaden Mexico City. El Rodeo ligger 1 220 meter över havet och antalet invånare är 438.
Terrängen runt El Rodeo är mycket bergig. Runt El Rodeo är det glesbefolkat, med 20 invånare per kvadratkilometer. Närmaste större samhälle är La Candelaria, 13,9 km norr om El Rodeo. I omgivningarna runt El Rodeo växer i huvudsak städsegrön lövskog.